# بخش شبژسکی
بخش شبژسکی (به لاتین: Sebezhsky District) یک منطقهٔ مسکونی در روسیه است که در استان پسکوف واقع شده‌است.